# Rog
 Ovo je glavno značenje pojma Rog. Za druga značenja pogledajte Rog (razdvojba).
Rogovima se nazivaju izrasline na glavi bovida (Bovidae) – jedne porodice iz grupe preživača – i kod nosoroga, a građeni su od keratina. U prenesenom smislu se tako nazivaju i slične izrasline na tijelima drugih životinja, kao recimo kod nekih kukaca. 
Kod nosoroga je rog krupna izraslina koju tvore slijepljene čekinje, dok je kod bovida (između ostalih goveda, antilope, koze, ovce, žirafe) riječ o šupljoj navlaci preko koštane izrasline na glavi. Bovidi se stoga nazivaju šupljorošcima.
Izraz koji koriste lovci kad govore o "trofejnom rogovlju" i pri tome misle na "rogove" srndaća i jelena, nije točan, jer je kod ovih vrsta riječ o izraslinama koje se tvore od koštane tvari. Jednako tako, jednorog odnosno narval ima izraslinu koja je zapravo kljova, a ne rog. 
Neke ptice, kao recimo kazuar imaju na glavi ili kljunorošci na kljunu također rožnate izrasline. Od rožnate tvari građena su i potplati na stopalima deva, kopita kod porodice konja kao i papci kod čitavog niza porodica kako u skupini preživača tako i u skupini nepreživača, zatim ljuske reptila, usi kod kitova usana, pločice na jeziku, u nepcima i želucima ptica i nekih sisavaca.
Česte su i pojave bolesnih tvorbi od rožnate mase kod čitavog niza životinja, ali i kod čovjeka (primjer: tzv. "kurje oko").